# Johannes Unold
Johannes Unold (* 11. September 1860 in Memmingen; † 1935) war ein Pädagoge, Philosoph und Soziologe. Unold war Mitglied des 1906 gegründeten Deutschen Monistenbundes und zeitweise dessen Vorsitzender.

## Leben
Unold war der Sohn eines Gürtlers aus Memmingen. Er legte 1880 am Gymnasium St. Anna in Augsburg das Abitur ab. Zum Studium der Philosophie und Geschichte ging er vom WS 1880 bis zum SS 1882 nach Leipzig. Seine Lehrer waren u. a. Carl von Noorden, Wilhelm Roscher und Wilhelm Wundt.
Danach wechselte er an die Technische Hochschule München, wo er insbesondere Literaturgeschichte und Geographie hörte. Hier legte er die Hauptprüfung für das Lehramt in der deutschen Sprache, Geschichte und Geographie ab. Nach zwei weiteren Semestern in München und Tübingen ging Unold zur Promotion zurück nach Leipzig. Hier war Ferdinand von Richthofen sein Förderer im Fach Anthropogeographie. Unold wurde 1886 mit einer Arbeit über Die ethnologischen und anthropogeographischen Anschauungen bei J. Kant und J. Reinh. Forster an der Universität Leipzig promoviert.
Nach seiner Ausbildung wurde Unold Lehrer an der Handelsschule in München. Um die Jahrhundertwende begann eine umfangreiche schriftstellerische Tätigkeit. Im Jahr 1906 gehörte Unold zu den Mitbegründern des Deutschen Monistenbundes. Im Jahr 1910 wurde er sogar im Übergang für ein Jahr zum Vorsitzenden gewählt, eine Aufgabe, die er gerne abgab. Im Monistenbund engagierte sich Unold insbesondere durch Herausgabe der vom Verein herausgegebenen Zeitschriften, für die er auch eine Reihe von kleineren Beiträgen verfasste.

## Schriften

### Monographien
- Die ethnologischen und anthropogeographischen Anschauungen bei J. Kant und J. Reinh. Forster, Dietz'sche Hofdruckerei 1886 (Google-Books)
- Aufgaben und Ziele des Menschenlebens. Nach Vorträgen gehalten im Volkshochschulverein München, Teubner 1899 (archive.org) (5. Verb. Aufl. 1920, Inhalt)
- Grundlegung für eine moderne praktisch-ethische Lebensanschauung (nationale und ideale Sittenlehre), Hirzel, Leipzig 1896 (online)
- Ein neuer Reichstag, Deutschlands Rettung, München 1897
- Das Deutschtum in Chile: Ein Zeugnis erfolgreicher deutscher Kulturarbeit, Lehmann, München 1900
- Die höchsten Kulturaufgaben des Staates, Lehmann, München 1902
- Organische und soziale Lebensgesetze. Ein Beitrag zu einer wissenschaftlich begründeten nationalen Erziehung und Lebensgestaltung, Theodor Thomas, Leipzig 1906
- Monismus und Klerikalismus (=Flugschriften des Deutschen Monistenbundes 4),  Kommissionsverlag von Dr. W. Breitenbach, Brackwede 1907
- Der Monismus und seine Ideale, Thomas, Leipzig 1908 (Inhalt)
- Monismus und Menschenleben (Sammlung von vier Aufsätzen), Kröner, Leipzig 1910 (Anzeige, pdf. S. 35, Inhalt)
- Politik im Lichte der Entwicklungslehre. Ein Beitrag zur staatsbürgerlichen Erziehung, Ernst Reinhardt, München 1912
- Das Wahlrecht, wie es war, wie es ist, und wie es im künftigen Kulturstaat werden soll!, Dietrich, Leipzig 1913 (online)
- Weisheit des Germanen: Eine Lebenskunde f. d. deutsche Volk, Thomas, Leipzig 1924
- Lebensanschauungen höherer Kulturen. Von Zarathustra dem Älteren bis Zarathustra dem Jüngeren. Ernst Reinhardt, München 1930. (Inhalt)

### Aufsätze
- Die Bedeutung des Monismus für das praktische Leben, in: BDMB, Nr. 18, 2 (1907), S. 280–293
- Der Monismus und seine Ideale, in: Der Monismus, Nr. 21, 3 (1908), S. 75–81
- In eigener Sache, in: Der Monismus, Nr. 32, 4 (1909) S. 75–80
- Monismus und Freimaurerei, in: Der Monismus, Nr. 34, 4 (1909), S. 145–151
- Die Idee der Humanität, in: Der Monismus, Nr. 40, 4 (1909), S. 439–446
- Die Bedeutung des Monismus für Staat und Gesellschaft, in: Bloßfeldt, Monistentag, S. 131–160
- Monismus und Deutscher Monistenbund, in: Der Monismus, Nr. 43, 5 (1910), S. 1–7
- Monismus und evangelische Freiheit, in: Der Monismus, Nr. 47, 5 (1910), S. 213–214,
- Die Bedeutung des Monismus für unsere nationale Entwicklung, in: Der Monismus 5 (1910), S. 337–342
- Die zehn Gebote des Monismus (Auf Grund der Erfahrungen aus Natur und Geschichte), in: Der Monismus, Nr. 59, 6 (1911), S. 210–212
- Monismus und Sozialpolitik, in: Die Tat 1 (1911): 14–15.
- Die drei Hauptrichtungen des modernen Monismus, in: Atti del IV Congresso Internazionale di Filosofia, Band 2, 1911, S. 130–143
- Das Wesen des Monismus, in: Der Monismus, Nr. 61, 6 (1911), S. 289–300
- Monismus und Frauenfrage, in: Der Monismus, Nr. 66, 4 (1911), S. 533–545
- Politik im Lichte der Entwicklungslehre, in: DmJ, Heft 2, 1 (1912), S. 53–59
- Politik im Lichte der Entwicklungslehre, in: MT, 1913, S. 99–108
- Was ist Monismus? in: DmJ, Heft 1, 5 (1913), S. 4–11 (online)
- Entwurf eines Lehrplans für eine Deutsche Lebens- und Bürgerkunde auf wissenschaftlicher, erfahrungsmäßiger Grundlage (für Mittelschulen bzw. Fortbildungsschulen), in: MT, 1914, S. 117–134
- Monismus als Lebenskunde, Monistischer Taschenkalender, 9. Jahrgang 1919, Ernst Reinhardt, München 1919